# Pielomastax obtusidentata
Pielomastax obtusidentata är en insektsart som beskrevs av Zheng, Z. 1997. Pielomastax obtusidentata ingår i släktet Pielomastax och familjen Episactidae. Inga underarter finns listade i Catalogue of Life.